# John Avery (Politiker)

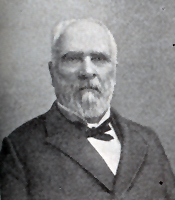
John Avery

John Avery (* 29. Februar 1824 in Watertown, Jefferson County, New York; † 21. Januar 1914 in Greenville, Michigan) war ein US-amerikanischer Politiker. Zwischen 1893 und 1897 vertrat er den Bundesstaat Michigan im US-Repräsentantenhaus.

## Werdegang
Im Jahr 1836 zog John Avery mit seinen Eltern in das Michigan-Territorium, wo er die öffentlichen Schulen besuchte. Anschließend studierte er zwei Jahre lang an der Grass Lake Academy in Jackson Medizin. Dieses Studium setzte er bis 1850 am Cleveland Medical College fort. Nach seiner Zulassung als Arzt begann er in Ionia in seinem neuen Beruf zu arbeiten. Um das Jahr 1852 verlegte er seinen Wohnsitz und seine Praxis nach Otsego. Während des Bürgerkriegs war Avery Militärarzt im Heer der Union. Er gehörte unter anderem zu den Truppen von General William T. Sherman, die im Jahr 1864 quer durch die Südstaaten an die Küste vorstießen. Nach dem Krieg ließ er sich in Greenville nieder, wo er weiter als Arzt praktizierte. Gleichzeitig begann er als Mitglied der Republikanischen Partei eine politische Laufbahn.
1869 und 1870 war Avery Abgeordneter im Repräsentantenhaus von Michigan. In den 1880er Jahren gehörte er dem Gesundheitsausschuss dieses Staates an. Bei den Kongresswahlen des Jahres 1892 wurde er im elften Wahlbezirk von Michigan in das US-Repräsentantenhaus in Washington, D.C. gewählt, wo er am 4. März 1893 die Nachfolge von Samuel M. Stephenson antrat, der in den neugeschaffenen zwölften Distrikt wechselte. Nach einer Wiederwahl im Jahr 1894 konnte er bis zum 3. März 1897 zwei Legislaturperioden im Kongress absolvieren.
Avery verzichtete 1896 auf eine weitere Kongresskandidatur. In den folgenden Jahren praktizierte er wieder als Arzt. Er starb am 21. Januar 1914 im Alter von fast 90 Jahren in Greenville.